# Sweet Madrigal
「Sweet Madrigal」（スウィートマドリガル）は、中原麻衣の5作目のシングル。2009年9月30日にGloryHeavenから発売された。

## 解説
前作「アネモネ」から約2年4か月ぶり、メインレーベル以外（GloryHeaven）からは初のリリース。「エチュード」以来2作ぶりのノンタイアップ曲である。
従来のrino、ゆうまお、大久保薫、marbleらではなく、初めて組む作詞家らが参加している。

## 収録曲
（全作詞：こだまさおり）
1. Sweet Madrigal [4:08]
作曲：川副克弥、編曲：渡辺和紀
2. We May Dream [3:55] 
作曲：小松寛史、編曲：市川淳
3. Sweet Madrigal（off vocal）
4. We May Dream（off vocal）